# 百花エミリ
百花 エミリ（ももか えみり、1990年3月8日 - ）は、日本のAV女優。

## 略歴・人物
2010年にデビューした、Gカップの巨乳AV女優である。

## 出演作品

### アダルトビデオ
2010年
- 出前どっきり! チ○ポピザ Vol.1 （10月7日、ROCKET）…オムニバス作品
- 味比べ 芳醇の風味と濃厚な味わい （11月18日、MAGIC）…オムニバス作品
- 乳輪まであと1cm! 見えそうで見えない! その誘惑に負け、下心丸出しで胸の谷間をガンガン見まくったら、嫌がるどころか勝手に恥ずかしがってモジモジ。さらに露骨に覗き込んだら「即マン女」に豹変!! （11月18日、Hunter）…オムニバス作品
- 実録素人ドキュメント 私を女優にして下さい AGAIN 10 （11月27日、HMJIM）…オムニバス作品
- AV女優、1日目。 02 （12月1日、ABC）
- （裏）手コキクリニック 〜完全版〜 性交クリニック ファン感謝祭 200分スペシャル （12月7日、SODクリエイト）
- ウブな女子店員にドッキリ企画 ハレンチ試着室 14 （12月7日、アイエナジー）…オムニバス作品
- 夫の目の前で!! 赤面人妻 全裸デッサンモデル （12月7日、アイエナジー）…オムニバス作品
- 麗しの巨乳若妻。えみり （12月8日、光夜蝶）
- ヤリたくて、ヤリたくて仕方の無い性欲の抑えきれない若妻達が、男子便所の壁に自分の携帯番号を書いて、即ハメてくれる男性からのコールを待つ公衆便所。 (12月23日、Hunter)
- 素人SEX 女子校生爆乳 えみり （12月24日、Sweet Girl）

2011年
- 巨乳混浴コンパニオン 2 （1月8日、ROCKET）
- 女のカラダは男を狂わす罪深き肉尻で選ぶ。 （1月13日、E-BODY）
- 寝取られた爆乳 僕の知らない彼女 （1月19日、OPPAI）…オムニバス作品
- 超贅沢な唾液たっぷり手コキ （1月21日、虎堂）…オムニバス作品
- 全身ハードコア （1月22日、HMJM）
- 職業欄は生保レディ 11 （1月25日、ゼットン）
- 断れない巨乳妻 5 （1月28日、Nadeshiko）
- ボイン大好きしょう太くんのHなイタズラ 百花エミリのエスパーしょう太編 （2月3日、グローリークエスト）
- ノーパン《Boinボイン》女子社員 百花エミリがあなたの会社で働きます。 （2月4日、グレイズ）
- 近親相姦 4 家族崩壊 （2月11日、LEO）…オムニバス作品
- 着衣してても爆乳っぷりがスゴ過ぎる女 3 （2月17日、グローリークエスト）
- 僕はパンストが大好きで、あの素肌とは異なったナイロン特有のいやらしいテカリと感触の虜なんです。 （2月17日、グローリークエスト）…オムニバス作品
- 普段は女性と話すら出来ない僕が病気を理由にフルボッキしたチ○コをナースに見せつけたらヤれた! （2月19日、イエロー）
- HIJKcup 爆乳痴女大乱交 （2月25日、美）
- 「最高に気持ちいぃ〜」フェラチオ。 4時間SP （3月2日、グレイズ）…オムニバス作品
- 妹系ロリ美少女 爆乳えみりちゃん 8 （3月15日、ケー・トライブ）
- 手を使わずお口だけで連続射精 よつんばいフェラ 2 （3月18日、セックスエージェント）…オムニバス作品
- 狭射主義 3 （3月18日、セックスエージェント）…オムニバス作品
- ピタパン美人OLのパンスト尻コキ （3月18日、セックスエージェント）…オムニバス作品
- 超絶 サディスティック 淫乱手淫社員 （3月18日、セックスエージェント）…オムニバス作品
- いやらしい美巨乳人妻 〜イカされたい願望を我慢出来ずにAV応募〜 （3月19日、OPPAI）
- エロ都市伝説衝撃の真相! 〜本当にあったエロ話〜 流出映像とスクープ映像でみる噂の現場編 （3月25日、ビッグモーカル）…オムニバス作品
- なすがまま されるがまま 巨乳OL玩具 エミリ （3月25日、隼エージェンシー）
- 満員電車で巨乳すぎて胸が密着してしまう女は痴漢されても拒めない 3 （4月7日、ナチュラルハイ）…オムニバス作品
- 恵比寿で見つけた大きすぎるおっぱいに悩みを抱えるお嬢さん！！紙パンツ一枚で最新バスト専用エステ受けてみませんか？ (4月7日、SODクリエイト)

- 計られた巨乳妻たち 〜恥じらいの熟ブルマ・スポーツテスト編〜 （4月7日、マドンナ）
- 絶対挟射 （4月15日、ワンズファクトリー）
- みるスポ! （4月19日、みるきぃぷりん♪）
- 恥ずかしいカラダ すっぴん （4月23日、HMJM）
- 奥さん、詳しく診てみましょう…。 （5月5日、タカラ映像）
- 巨乳温泉旅行 2 女子大生編（5月13日、S級素人）
- 上は制服 下はブルマ SP 発情ブルマver. （5月19日、ディープス）…オムニバス作品
- 巨乳触診カルテ （5月27日、EROTICA）
- 濡れ透けワイセツ乳首 （6月1日、WANZ）
- そうだったのか！百花エミリ先生の学べるSEX （6月7日、MILKYPRIN）
- 夫の知らない妻の性癖 匂い狂いの巨乳妻 （6月7日、MADONNA）
- ママのリアル性教育 （6月16日、GLORY QUEST）
- 巨乳秘宝 嘔吐イラマ×純愛パイズリ×鬼ディルド （7月1日、H.M.P）
- 裏サイトに堕ちた人妻 （7月7日、MADONNA）
- ボクの家庭教師は美乳Hカップ （7月13日、MARX）
- 豊満ボディーレズビアン（7月19日、アンナと花子）
- ご奉仕が大好きな巨乳たち（7月22日、ハヤブサ）
- 僕を犯してくれる優しいお姉さん達2（7月25日、美）
- フェラコレ2011夏SP（7月25日、ハヤブサ）
- Hi-Vision フェラ collection VOL.2(8月5日、GLAY'z、11人目の女性、「最高に気持ちいぃ〜」フェラチオ。 4時間SPと同内容)
- ヌル撮 オイルマッサージ 師弟関係 2（8月18日、グローリークエスト）
- 完全ホールド!究極のパイズリ 爆乳9人出演!!（8月13日、マルクス兄弟、6人目の女性）
- あね 姉萌 もえ 優しい姉の温もりに抱かれて。 Vol.5（8月15日、ケー・トライブ）

彼女いない歴30年の僕でも派遣の家庭教師を雇えば、女の子と自宅で二人きりになれた！　超高学歴東●生家庭教師編 (12月16日、Hunter)
2012年
- 私たちはすずきりりか何度も力ずくで犯され身も心も全て男の人に絶対服従を誓いました（1月13日、ハヤブサ）
- 淫獣VS野獣 男根に溺れたペニス狂い女（4月1日、青子/妄想族）
- 生保レディびちょ濡れハメSPECIAL（4月12日、プレステージ）
- ∞乳房無限大(7月19日、KEU(稀有))

### アダルトサイト
- 『スケベな淫乱熟女』 エミリ （人妻パラダイス）